# مالكوم ماكفيرسون
مالكوم ماكفيرسون (بالإنجليزية: Malcolm McPherson)‏ (9 ديسمبر 1974 في المملكة المتحدة - ) هو لاعب كرة قدم بريطاني في مركز الهجوم. لعب مع نادي برينتفورد ونادي نوركوبنغ ووست هام يونايتد ويوفل تاون وداغنهام وريدبريدج.

## وصلات خارجية
- مالكوم ماكفيرسون على موقع قاعدة بيانات كرة القدم.إي يو (الإنجليزية)
- مالكوم ماكفيرسون على موقع Soccerbase.com (لاعب) (الإنجليزية)